# Globicetus
Globicetus é um género extinto de cetáceos Ziphiidae, com uma espécie, G. hiberus, a partir do Mioceno de Portugal e Espanha. O holótipo como um crânio que está no Museu da Lourinhã, em Portugal.